# Kurt Greussing
Kurt Greussing (* 1946 in Lauterach, Vorarlberg) ist ein österreichischer Sozialwissenschaftler.
Kurt Greussing hat ursprünglich an der Hochschule für Welthandel in Wien studiert und nach einem Wechsel zur Iranistik und zur Politikwissenschaft an der Freien Universität Berlin mit dem Dr. phil. abgeschlossen. Während seines Studiums in Wien war er Funktionär des Verbandes sozialistischer Studenten (VSStÖ). Er war Mitarbeiter der VSStÖ-Zeitschrift „Theorie und Praxis“ und Mitherausgeber der Zeitschrift Neues Forum. Zweiundzwanzigjährig war er Teilnehmer am 31. Bergedorfer Gespräch. Anfang der 1990er Jahre war Greussing als Projektleiter beim Aufbau des Jüdischen Museums Hohenems und als wissenschaftlicher Mitarbeiter am Institut für Religionswissenschaft an der Universität Bremen tätig. 1993–2003 war er für Entwicklungsprojekte im südlichen Afrika zuständig, unter anderem 2001–2003 als Regionaldirektor für Oxfam GB. Seit 2004 arbeitet er vorrangig zu Fragen der Sozialentwicklung Vorarlbergs und zu Themen aktueller islamischer Theologie.

## Publikationen (Auswahl)
- Endstation Bildungsabbruch? Zweite Chance Bildung.  Lernwege für Niedrigqualifizierte in Vorarlberg (zusammen mit Eva Häfele), Feldkirch 2013
- Apostasie im Islam – Handeln wider die Natur oder Menschenrecht? Eine Debatte im Spannungsfeld von Orthodoxie und radikaler Reform. In: R. Laudage-Kleeberg / H. Sulzenbacher (Hg.): Treten Sie ein! Treten Sie aus! Warum Menschen ihre Religion wechseln. Berlin 2012, S. 250–259
- Schicksal Prekarität? Maßnahmen für Vorarlberg (zusammen mit Eva Häfele). Feldkirch 2008
- Gottes langer Schatten – islamische Kontroversen um Freiheit und Denken. In: Konrad Paul Liessmann (Hg.): Die Freiheit des Denkens (= Philosophicum Lech, Band 10). Wien 2007, S. 265–289
- „Esel mit Büchern“, Agenten und Verschwörer. Von den Judenbildern des Koran zum modernen islamischen Antisemitismus. In: Hanno Loewy (Hg.): Gerüchte über die Juden. Antisemitismus, Philosemitismus und aktuelle Verschwörungstheorien. Essen 2005, S. 149–170
- Machtkampf und Weltanschauungsstreit nach 1867. Die politischen Lager Vorarlbergs und die Juden. In: Eva Grabherr (Hg.): Juden in Hohenems. Katalog des Jüdischen Museums Hohenems. Bregenz 1996, S. 138–145
- Die Erzeugung des Antisemitismus in Vorarlberg um 1900. Bregenz 1992
- Die Roten am Land: Arbeiterbewegung im westlichen Österreich (Hg.). Steyr 1989
- Vom ”guten König” zum Imam: Staatsmacht und Gesellschaft im Iran. Bregenz 1987
- Im Prinzip: Hoffnung. Arbeiterbewegung in Vorarlberg 1870-1946 (Hg.). Bregenz 1984
- ”Dritte Welt” in Europa. Probleme der Arbeitsimmigration (Hg. mit Jochen Blaschke). Frankfurt 1981 (Neuauflage Berlin 1985)
- Religion und Politik im Iran (Hg.). Frankfurt 1981